# Épinay-sur-Odon
Épinay-sur-Odon är en kommun i departementet Calvados i regionen Normandie i norra Frankrike. Kommunen ligger i kantonen Villers-Bocage som ligger i arrondissementet Caen. År 2022 hade Épinay-sur-Odon 629 invånare.

## Befolkningsutveckling
Antalet invånare i kommunen Épinay-sur-Odon
Referens: INSEE